# 赫爾維林峰
赫爾維林峰（英語：Helvellyn）是位於英國英格蘭湖區國家公園內的一座山峰，也是湖區和英格蘭的第三高峰。赫爾維林峰形成自一個古老的火山口，在約450萬年之前，這裡曾經發生過一次劇烈的噴發。現在赫爾維林峰是湖區內一個重要的觀光景點，文學家塞繆爾·泰勒·柯勒律治和威廉·華茲華斯都曾到訪過這裡。